# Hoya acuminata
Hoya acuminata är en oleanderväxtart som först beskrevs av Robert Wight, och fick sitt nu gällande namn av George Bentham och Joseph Dalton Hooker. Hoya acuminata ingår i släktet Hoya och familjen oleanderväxter. Inga underarter finns listade i Catalogue of Life.